# Organizzazione a movente ideale
L'organizzazione a movente ideale opera spinta da una vocazione o da una missione strettamente legata alle motivazioni intrinseche dei suoi promotori, la quale si distanzia, quindi, dalla ricerca esclusiva del profitto o di elementi solo di carattere strumentale. Possono appartenere ad essa: associazioni, ONG, imprese sociali, imprese di economia di comunione, ecc.

## Storia
Il discorso sulle OMI è collocabile all’interno dell'economia civile. Per comprendere il loro funzionamento è infatti necessario osservare il mercato e l’economia da una prospettiva basata sulle virtù civili, intesa appunto come economia civile. Questa teoria economica consiste nel riformulare il mercato al fine di superare la sua concezione capitalistica legata al profitto o al mero scambio strumentale dell’attività economica o finanziaria. Tale tradizione ha origine anticamente nel pensiero di Aristotele, Cicerone e nelle scuole francescana e benedettina del Medioevo fino a trovare una sua posizione come teoria economica nell’Umanesimo civile italiano, principalmente a Napoli. Infatti, mentre Adam Smith, filosofo ed economista scozzese, elaborava i principi della Political Economy così, Antonio Genovesi, insieme ad altri illustri esponenti quali Gaetano Filangieri e Giacinto Dragonetti, si occupavano di sviluppare le basi dell’economia civile.
La sostanziale differenza tra i due modelli risiede nel modo di concepire il mercato e più precisamente il rapporto tra intenzioni private e bene comune. Infatti, se è vero che lo scambio di mercato avvantaggia in egual misura le parti coinvolte, per Adam Smith il bene comune viene generato e perseguito inconsapevolmente dai soggetti che appagano in primis i loro interessi e non vi è alcuna relazione diretta tra le intenzioni dei soggetti e gli effetti delle loro azioni come accade, invece, nell’Economia Civile. In questa, il mercato diviene un luogo in cui ricercare insieme il bene comune, il quale si costituisce intenzionalmente dalle persone che lo abitano, senza che le due tipologie di bene - bene pubblico e bene privato - entrino in conflitto tra loro. Inoltre, viene meno la dicotomia tra competizione e cooperazione in favore di una loro complementarità, in cui la tradizione dell'economia civile valorizza ambedue le dinamiche in un'ottica di vita virtuosa in comune.
Inizia, così, a delinearsi l’idea di un mercato diverso, appunto civile, animato da nuovi principi etici riscoperti in chiave economica e rintracciabili anche nelle OMI. Tra questi ritroviamo:
- La reciprocità e il mutuo vantaggio: Il fine ultimo di una relazione economica di mercato è quello di perseguire il bene comune e, quindi, di raggiungere equamente la felicità. Per tale ragione occorre considerare il mercato come una forma di reciprocità a più dimensioni. Spazia, infatti, dallo scambio di doni (tratta della gratuità intesa come rispetto per l’altro diverso da sé) a regole e contratti purché rimanga alto il contenuto morale insito in ogni azione umane come si osserva, ad esempio, in alcune esperienze quotidiane o realtà quali Commercio Equo e Solidale, Economia di Comunione e Microfinanza e Microcredito.[3]

La reciprocità è un rapporto che si instaura tra le parti e per far sì che essa diventi autentica è sincera non si può non parlare di fiducia che lega e unisce le persone. La fede pubblica è, infatti, un altro concetto chiave per l’economia civile, in cui lo stesso Genovesi la definisce come il presupposto di qualsiasi sviluppo economico e civile. Infatti, superata la diffidenza iniziale e raggiunta la fiducia necessaria, il mercato si costituisce come un luogo di mutuo vantaggio in cui i soggetti coinvolti possono crescere insieme e non solo. Possono ambedue migliorare le loro condizioni di partenza e passare da una situazione di svantaggio ad una più ottimale. Se all'interno di queste relazioni vengono inclusi, anche, i soggetti più deboli, il mercato sta svolgendo in maniera ottimale il suo processo di civilizzazione ovvero quello di essere un’opportunità di bene comune per tutti.
- La fraternità e la mutua assistenza: Un altro aspetto importante è il mercato della cura, un ambito molto rilevante per le OMI. Nella società odierna la cura assolve un ruolo essenziale poiché coinvolge numerose realtà istituzionali (educazione, salute…) e differenti attori sociali (genitori, bambini…). In un tema così delicato, se si prende in considerazione il mercato e i suoi meccanismi, ci si auspica che esso sia regolato da relazioni di cura basate sulla reciprocità o fraternità in termini di mutua assistenza. L’attenzione è rivolta particolarmente a quei professionisti che operano in tale ambito economico-sociale e alla loro vocazione. Infatti, l'economia civile si è interessata anche alla relazione che sussiste tra mercato e vocazione. A tal proposito si ipotizza che il candidato svolga la sua attività lavorativa con vocazione ovvero non solo per un compenso economico ma anche per il valore intrinseco che essa porta con sé. Tale assunto assume, appunto, una maggiore importanza se si ha a che fare con il mercato della cura e ciò richiede una spiccata sensibilità relazionale e motivazionale.[5]

Guardare al mercato come una forma di reciprocità o fraternità permette di affermare che la vita economica non è un ambito separato da quello civile ma che ciò che cambia è il modo di instaurare tale reciprocità. Infatti l’economia e i mercati possono diventare civili o incivili sulla base delle intenzioni, emozioni o azioni coinvolte senza comunque perdere il loro contatto con la vita civile.
In quest’ottica, l’economia di mercato ha bisogno di abbandonare le passioni tristi che si osservano nelle società odierna e di incarnare, invece, quei valori e quelle virtù necessari per garantire un sistema economico più a misura di persona. Oggi si parla, anche, di Responsabilità sociale d’impresa in cui l’aspetto etico e sociale assume sempre più un ruolo di vitale importanza nella visione strategica d’impresa e i consumatori sono sempre più sensibili ai valori etici e al rispetto dell’ambiente naturale e sociale.
Un ultimo aspetto per comprendere le origini delle OMI risiede nella psicologia e più precisamente nell’utilizzo del metodo sperimentale in economia. Infatti, tale metodo ha introdotto le motivazioni all’interno dell’analisi economica, le quali dicono molto sul comportamento e scelte dei soggetti come ad esempio perché si fidano, pagano le tasse, rispettano le leggi… Ciò è rilevante per le OMI poiché esse si fondano su un movente ideale strettamente connesso alle motivazioni intrinseche dei suoi promotori.

## Le caratteristiche principali
Le organizzazioni a movente ideale presentano tre elementi determinanti che li caratterizzano dalle altre, il primo si riferisce all’organizzazione mentre gli altri due ai suoi membri:
1. L’attività svolta dall’organizzazione è una parte costitutiva della sua identità. Quest'ultima nasce dalla vocazione dei suoi promotori ed è presente nei valori e nella mission dell’organizzazione. L'attività è, dunque, strettamente connessa all’organizzazione e al risultato che si desidera raggiungere. Ciò prefigura un’impossibilità di cambiare nel corso d’opera il suo settore di attività poiché essa non è legata al mero profitto, ma ad un movente ideale e, dunque, ad uno scopo specifico;
2. L’identità è un elemento essenziale nelle OMI in cui una o più persone condividono e rappresentano gli ideali e i valori dell’organizzazione. I membri, che generalmente sono i fondatori delle OMI, sono soggetti intrinsecamente motivati;
3. I membri cosiddetti intrinsecamente motivati presentano la particolarità di essere meno soggetti alle variazioni di prezzo come il salario o gli straordinari e più sensibili al movente ideale dell’organizzazione. Essi divengono, così, i custodi dell’organizzazione, difendendola e tutelandola in caso di pericolo e protestando nel momento in cui non venga rispettata la sua identità.

## Le OMI e la gratuità
All’interno delle OMI di fondamentale importanza risultano essere le motivazioni poiché i soggetti sono spinti ad agire non per ottenere solo ed un unicamente un mero vantaggio personale o, più semplicemente, un profitto. Essi invece operano sulla base di una vera e propria missione o vocazione, o in altri termini, un movente ideale che risulta essere strettamente connesso alle proprie motivazioni intrinseche. Le motivazioni hanno dunque delle importanti conseguenze sulle scelte delle persone, ma anche su coloro che osservano tali scelte messe in atto da esse. Bruni ci ricorda inoltre che la gratuità è strettamente collegata ad azioni di soggetti sorte da motivazioni intrinseche poiché fa sì che ci si rapporti con le altre persone in quanto degne del nostro rispetto e del nostro amore.
Possiamo dunque parlare di gratuità in quanto le persone, che operano nelle OMI, mettono in atto dei comportamenti che sono dotati di valore in sé e quindi buoni. Si tratta infatti di azioni che vengono fatte senza tener conto di ciò che essere produrranno, da un punto di vista materiale o puramente economico.
La gratuità risulta quindi essere un elemento fondamentale per il funzionamento di un’organizzazione poiché permette di creare relazioni basate su una vera e profonda fiducia. L’Altro non è infatti visto come uno strumento funzionale al raggiungimento di particolari fini, ma viene considerato come vero e proprio Essere Umano verso il quale è necessario avere il massimo rispetto.
Definire di preciso che cosa sia la gratuità non è semplice in quanto, il fatto di trattarsi di azioni aventi una forte motivazione intrinseca e una non strumentalità, rappresenta solo il punto di partenza, ma non definisce concretamente questo concetto.
Esistono molteplici concetti che rimandano alla gratuità. Il più antico di essi è quello di agape, nonché elemento di primaria importanza del cristianesimo e su cui si fonda la vita di ogni buon religioso. Ciò ci permette dunque di non confondere la gratuità con l’altruismo o la filantropia in quanto si tratta di azioni che possono anche essere compiute senza una reale motivazione intrinseca.
La gratuità è inoltre strettamente collegata al concetto di innocenza, presente in maniera molte forte nei bambini. Quest’ultimi infatti quando si dedicano al gioco, non pensano ad altri fini se non quello di giocare e ciò, dunque, esprime nel profondo il valore della gratuità.
L’elemento dunque discriminante che ci permette ci capire che ci troviamo dinnanzi ad un comportamento appartenente alla dimensione della gratuità è il fatto che esso sia orientato alla realizzazione del Bene, che non necessariamente si riferisce ad un'altra persona.
A differenza di quanto si possa pensare, la gratuità è di notevole importanza anche all’interno del mondo del mercato economico poiché il semplice utilizzo di un contratto non sempre è in grado di controllare e di prevedere i comportamenti che avvengono in esso. Per tale motivo è necessario che tale dimensione sia presente durante la realizzazione dei processi economici, nonché durante la produzione, lo scambio ed il lavoro vero e proprio.
Esistono inoltre, all’interno del mercato, molti servizi che possiamo identificare come relazionali in quanto eccedono ciò che è previsto semplicemente dal contratto stipulato dalle parti. I consumatori di un determinato servizio si aspettano infatti di ricevere dei beni generati e condivisi all’interno della specifica relazione, come ad esempio la genuinità, la fiducia ed il non opportunismo.
Quando ad esempio ci rechiamo da un medico perché malati, non ci aspettiamo si prenda cura di noi solo per aumentare il suo profitto o perché esegue semplicemente quanto previsto da contratto. A differenza diamo per scontato che si tratti di un professionista realmente interessato alla nostra guarigione. Se infatti ci accorgessimo che quest’ultimo elemento non è presente, saremmo propensi a cercare un altro medico in cui questa vocazione e dedizione verso il prossimo e per il proprio lavoro sia evidente. È dunque la gratuità quell’elemento che ci permette di capire quali rapporti possiamo considerare veri e quali, invece, caratterizzati da altri aspetti come la strumentalità o l’opportunismo.
Secondo Bruni e Smerilli oggi le OMI stanno notevolmente aumentando la loro forza anche grazie all’accento posto sulla gratuità. Esse hanno infatti origine proprio dalla vocazione e la propria ragione di continuare ad esistere nel valore della gratuità.

## Le OMI e la vocazione

### Incentivi e premi
Il processo di selezione del personale è una tappa molto complicata e delicata per qualsiasi organizzazione, specialmente per quelle a movente ideale, in quanto devono o dovrebbero attrarre e selezionare persone che condividono, almeno in parte, la loro mission. Partendo dal presupposto che non è necessario che all’interno di una OMI ci siano solo persone mosse da motivazioni intrinseche, è comunque fondamentale che vi sia un certo numero di soggetti con questo tipo di motivazione al fine di riuscire a coinvolgere anche gli altri.
Quando si assiste ad un cambio generazionale o quando c’è bisogno di espandere l’organizzazione, i selezionatori delle OMI si presuppone partano dal prendere in considerazione persone che abbiano sia motivazioni intrinseche sia motivazione estrinseche con pesi diversi. Una persona, quindi, per essere selezionata da una OMI deve possedere una vocazione, ossia un “desiderio […] di impegnarsi direttamente in un’attività a cui attribuisce un valore in sé” (Heyes). Per questa ragione si tende a pensare che il modo migliore per attrarre lavoratori intrinsecamente motivati sia offrire un salario più basso di quello del mercato, poiché essi sono in grado di compensare la differenza di benessere con una soddisfazione intrinseca.
Questa teoria del “prendi di più se paghi meno” parte dal presupposto che la vocazione e la gratuità non siano compatibili con le motivazioni estrinseche e con i meccanismi di mercato. Per superare questa rigidità culturale si può prendere in considerazione la teoria di Brennan secondo cui per selezionare persone con vocazione non serve pagarle meno ma solo pagare in modo diverso, componendo il salario in modo tale da renderlo più appetibile e in sintonia con la loro motivazione. Servono quindi forme remunerative simboliche e relazionali da aggiungere, e non da sostituire, al normale salario.

### Selezione del personale
Nelle organizzazioni si utilizzano spesso gli incentivi per ottenere maggiore impegno e per allineare gli interessi dell’organizzazione con quelli del lavoratore. Gli incentivi sono prevalentemente di tipo monetario e sono legati alla performance, cioè si ottengono al raggiungimento di un certo livello di produttività. L’utilizzo di questi strumenti ha alla base la teoria secondo cui “ogni lavoratore è portato a far il meno possibile, dal momento che il lavoro è considerato un male ed evitarlo aumenta il benessere e che […] gli incentivi si sommano alle altre motivazioni esistenti nella persona”. Gli incentivi, però, possono talvolta produrre effetti negativi o opposti, specialmente in organizzazioni come le OMI dove tali strumenti rischierebbero di innescare dinamiche di competizione e di ricerca di interessi personali a discapito della cooperazione che le caratterizza. Nelle OMI, infatti, è fondamentale tenere alta la cooperazione e sviluppare relazioni robuste e solide che aiutino le persone e l’organizzazione stessa. Per consentire di valorizzare questo aspetto e al contempo anche il singolo, in questo genere di organizzazioni si fa ricorso ai premi. Il premio viene percepito come un “grazie”, come un riconoscimento legato ad azioni orientate liberamente al bene comune e, quindi, consente di tenere alte le motivazioni e di aumentare la performance.

## Gestione delle crisi
Le organizzazioni associative, da sempre considerate corpi intermedi della società, negli ultimi decenni riscontrano e manifestano una evidente crisi di identità dovuta al malessere diffuso di un sistema obsoleto della rappresentanza e dell’impegno sociale.
I momenti di crisi profonda in queste strutture, spesso si manifestano quando vengono raggiunti i massimi risultati preventivati, a meno che i fondatori non abbiano la lungimiranza di apportare modifiche e di dare nuovi stimoli, senza attendere che questi vengano sollecitati dagli altri soci.
Lo sviluppo strutturale, nel tempo, può generare il rischio di impiegare gran parte delle risorse per mantenere in vita il sistema, anziché promuovere gli scopi previsti dai fondatori.
Le organizzazioni di successo hanno saputo superare i momenti di crisi motivazionali, rigenerandosi negli ideali anche se il cambiamento è iniziato con momenti di profonda tensione, abbandoni e rotture con il passato.
Le OMI non sono state e non sono esenti da questo processo, anche se in esse la missione ispiratrice non segue il profitto, ma, piuttosto, gli ideali espressi dai fondatori. 
Nella missione intrinseca di queste persone vi è pure la ricerca di coloro che potranno essere in grado di tradurre nel futuro gli ideali in obiettivi.
Quando, per ragioni legate all'organizzazione e all'efficienza dell'OMI, questi ideali vengono compromessi, i soci più motivati tendono a non riconoscersi più nell'organizzazione stessa e a minacciare la loro uscita. Le situazioni critiche che portano ad allontanamenti o abbandoni, derivano, prevalentemente, da conflitti e demotivazioni interne.
Spesso accade che le crisi o le proteste non vengano colte nella loro essenza, tanto da non distinguere le vere critiche sull'identità, da intendersi come segnali positivi, dalle negatività umane fini a se stesse, che portano solo alla degenerazione.
Importante quindi è comprendere ed essere aperti ad ogni manifestazione di crisi per analizzarne i motivi ed individuarne i possibili rimedi.
Per riuscire a distinguere la crisi derivante dalle esigenze di rigenerare “l’ambiente organizzativo” dalle umane esigenze personalistiche di affermazione, occorre ritornare spesso a rileggere gli ideali fondamentali dell'organizzazione e confrontarli con la realtà mutante della nostra società e con il senso di lealtà e appartenenza alla organizzazione stessa che, in un mondo così veloce e mutevole, vengono messe costantemente in difficoltà da cambiamenti repentini dei costumi e del modo di relazionarsi.
Governare un’organizzazione impegna spesso in una navigazione a vista che merita prudenza, capacità critica e forza di mettersi in gioco per difendere gli ideali ispiratori e ritrovare, così, l’identità.
I momenti difficili, gli abbandoni, le fratture interne rischiano di fare precipitare le situazioni sia nelle organizzazioni con obiettivi economici che in quelle a movente ideale. Spesso si possono giustificare nelle organizzazioni del primo tipo e molto meno nelle seconde.
Si dimentica però che sia nel movente economico che in quello ideale, la competizione umana è sempre presente.
Il ritorno ai principi fondatori può risvegliare le motivazioni umane e la ricchezza dei valori di cui sono portatrici.
Le relazioni dovrebbero essere ricercate, non solo all'interno dell'organizzazione stessa, ma pure con soggetti che, nella comunità, perseguono scopi paralleli.
Le crisi organizzative e di identità che spesso caratterizzano le OMI, così come nelle entità economiche e politiche, infatti, si possono contrastare e superare anche ponendosi in rete per condividere obiettivi comuni, mettendo insieme le forze per ritrovare una spinta anche emotiva, funzionale a un migliore risultato e quindi di stimolo per il superamento delle criticità.
Questo processo non è semplice ed accettato facilmente perché, soprattutto nelle difficoltà interne, i personalismi ostacolano quella normale piccola rinuncia al proprio Status che favorisce l’integrazione di pensiero e il perseguimento degli obiettivi comuni.